# 정만기
정만기(鄭晩基, 1959년 1월 7일 ~, 춘천)은 대한민국의 경제관료 공직자로 현재 한국무역협회 상근부회장으로 재직중이다

## 학력
- 중앙고등학교 졸업
- 서울대학교 윤리교육학사
- 서울대학교 행정대학원 행정학석사
- Paris Nanterre University 경제학박사

## 경력
- 제27회 행정고시 합격
- 산업자원부 무역진흥과 과장
- 산업자원부 산업기술개발과 과장
- 대통령비서실 경제보좌관실 행정관
- 산업자원부 총무팀 팀장
- 산업자원부 산업정책관
- 산업자원부 산업통상기획관
- 지식경제부 무역정책관
- 지식경제부 정보통신산업정책관
- 지식경제부 대변인
- 지식경제부 기획조정실 실장
- 산업통상자원부 산업기반실 실장
- 대통령비서실 경제수석실 산업통상자원비서관
- 산업통상자원부 차관
- 글로벌산업경쟁력포럼 회장
- 한국자동차산업협회 회장
- 자동차산업연합회 회장
- 한국산업연합포럼 회장
- 한국무역협회 상근 부회장
- 2024 강원동계청소년올림픽대회 조직위원회 자문위원

| 전임 이관섭 | 3대 산업통상자원부 제1차관 2016년 8월 ~ 2017년 6월 | 후임 이인호 |